# Bernard Kaanjuka
 (juin 2019).
Si vous disposez d'ouvrages ou d'articles de référence ou si vous connaissez des sites web de qualité traitant du thème abordé ici, merci de compléter l'article en donnant les références utiles à sa vérifiabilité et en les liant à la section « Notes et références ».
Bernard Kaanjuka est un ancien directeur de l'équipe nationale de football de Namibie, rôle qu'il occupa par intérim  de septembre 2011 jusqu'à sa démission en mars 2013.